# Толстиков Євгеній Іванович
Євген Іванович Толстіков (нар. 9 лютого 1913, Тула — пом. 3 грудня 1987, Москва) — радянський учений та полярник, заступник Івана Папаніна на ГУПМШ. Герой Радянського Союзу.

## Біографія
Працювати почав слюсарем—мотористом на «Тулканалбуді».
Закінчив Московський гідрометеорологічний інститут (1937), отримав направлення на полярну станцію «Мис Шмідта». У роки Німецько-радянської війни займався гідромеорологічним забезпеченням судів на Північному морському шляху і польотів полярної авіації.
У 1954 році — начальник арктичної дрейфуючої станції «Північний полюс-4». Керівник багатьох антарктичних експедицій, учасник походу до Полюса недосяжності.
У 1958 році — начальник 3-ї Радянської Антарктичної експедиції, що проводила дослідження в рамках Міжнародного геофізичного року. 14 грудня 1958 року заснував тимчасову станцію «Полюс недосяжності» (координати 82°06′ пд. ш. 54°58′ сх. д. / 82.1° пд. ш. 54.966667° сх. д.). І навіть через півстоліття в цій точці можна виявити будівлю експедиції, на якому встановлена статуя Леніна, що дивиться в бік Москви. Усередині, занесеної снігом будівлі, знаходиться книга для відвідувачів, яку може підписати кожен хто дістався до станції.
Толстикову належить ряд відкриттів в Арктиці та Антарктиці.
Головний редактор «Атласа Антарктики: В 2-х т.», Ленинград, Гидрометеоиздат, 1969. Т. 1: Карты; Т. 2. — 598 с.
У 1984 році чехословацький астроном Антонін Мркос відкрив і назвав на честь Є. І. Толстикова малу планету 3357 Tolstikov (1984 FT).
Із 1986 року був на пенсії. Помер 3 грудня 1987 року в Москві, де й був похований на Новодівичому кладовищі.

## Нагороди та премії
- Медаль «Золота Зірка» Героя Радянського Союзу (медаль № 10812);
- три ордена Леніна;
- орден Трудового Червоного Прапора;
- орден Червоної Зірки;
- орден «Знак Пошани»[1];
- інші медалі.

## Публікації

### Книги
- Толстиков Е. И. На льдах в океане. — Л.: «Морской транспорт», 1957
- Толстиков Е. И. На полюсах Антарктиды. — Л.: «Гидрометеоиздат», 1980, 160 стр.
- Толстиков Е. И., Арикайнен А. И., Химич Б. П. Советские ученые на службе арктического мореплавания. — М.: «Гидрометеоиздат», 1982